# Satélite miniaturizado

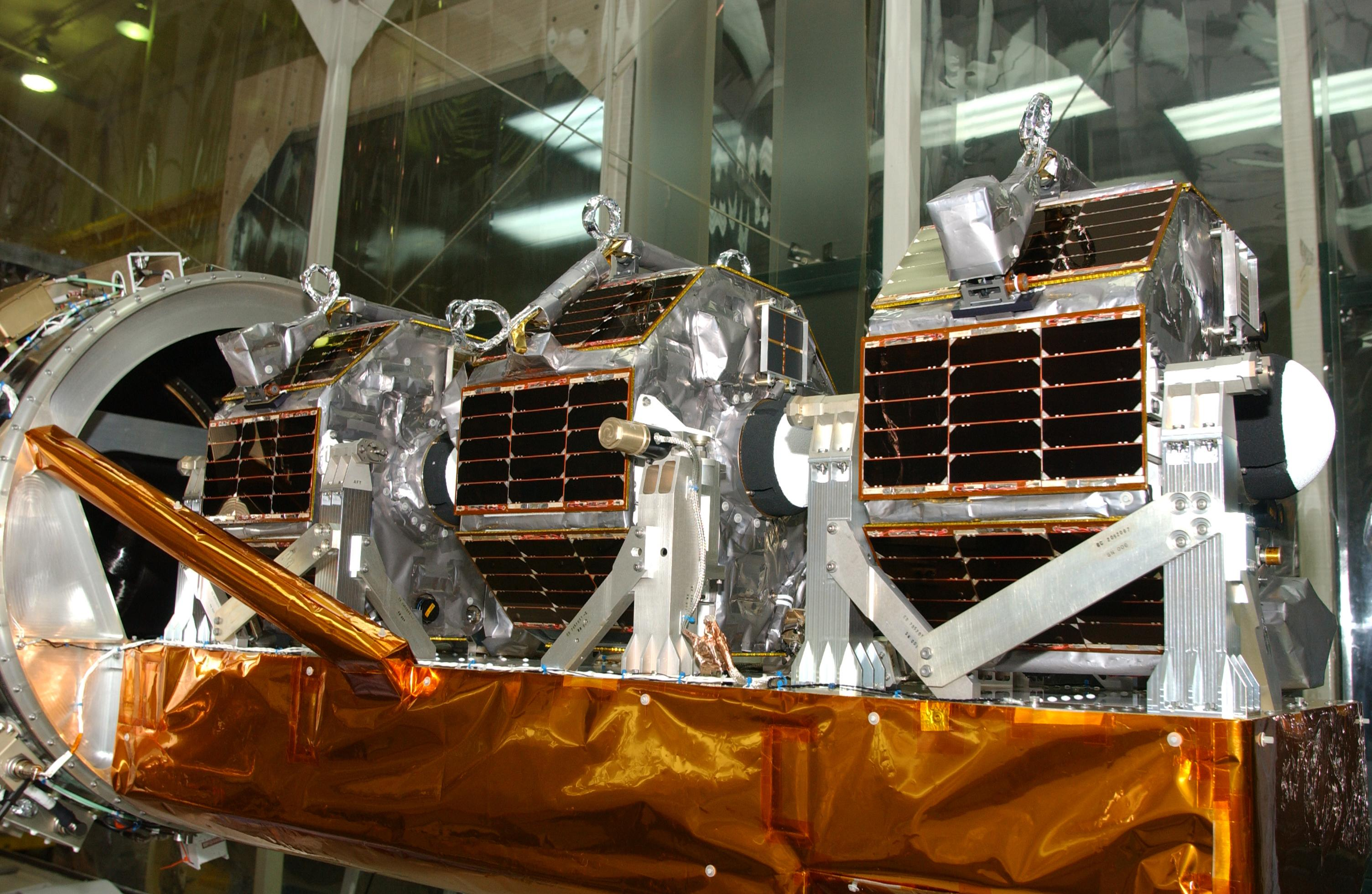
Três microssatélites da Space Technology 5.

Satélites miniaturizados são satélites artificiais com dimensões e massa reduzidos, tendo geralmente massa menor que 500 kg. Este tipo de satélite é relativamente recente e por isto, novas classificações são usadas para categorizá-los, conforme sua massa. Satélites artificiais podem ser miniaturizados para reduzir o alto custo de seus veículos de lançamento e os custos associados à sua construção. Satélites miniaturizados em grande quantidade podem ser mais adequados para alguns propósitos do que alguns poucos satélites de grande porte - por exemplo, para coleta de dados científicos e para repetição de telecomunicações. Os desafios técnicos para a construção de satélites miniaturizados incluem a deficiência de armazenamento de energia e a falta de espaço para um sistema de propulsão.

## Histórico
Uma razão para a miniaturização de satélites é reduzir o custo: satélites maiores e mais pesados requerem foguetes maiores e o custo de lançamento é mais elevado; satélites menores e mais leves podem ser lançados a bordo de veículos lançadores menores e mais baratos e, algumas vezes, podem ser lançados em conjunto. O lançamento pode ser feito em "piggyback", isto é, junto com um satélite maior em um grande foguete. Satélites miniaturizados podem ser projetados e construídos com um custo menor, o que favorece sua produção em massa, embora apenas satélites de comunicação e para posicionamento global utilizem "constelações" com dúzias de satélites. Essas constelações ou grupos de satélites muitas vezes é chamado de swarms.
Além do custo mais baixo, a principal razão para uso de satélites miniaturizados é a possibilidade de se realizar missões que um satélite maior não poderia fazer, tais como:
- constelações (swarms) para uma comunicações envolvendo um fluxo baixo de dados;
- usar formações para colher dados de múltiplos pontos;
- inspeção orbital de satélites maiores;
- pesquisas universitárias

## Vantagens
- Baixo custo de fabricação
- Produção em massa facilitada
- Custo de lançamento menor
- Possibilidade de serem lançados em grupos (piggyback) ou junto com satélites maiores
- Em caso de falhas, a perda (financeira) é mínima

## Limitações
- Geralmente têm uma vida útil mais curta
- A capacidade do hardware de bordo é menor
- Menor potência de transmissão de dados
- Decaimento orbital mais rápido

## Utilização
Os segmentos da indústria de lançamentos de nano e microssatélites tem crescido rapidamente nos anos recentes. As atividades de desenvolvimento de satélites na faixa entre 1 e 50 kg, vem sendo significativamente maior que a da faixa entre 50 e 100 kg.
Apenas na faixa entre 1 e 50 kg, foram aproximadamente 15 satélites lançados em média entre 2000 e 2005, foram 34 em 2006, depois disso, 30 lançamentos anuais em média entre 2007 e 2011, chegando a 34 em 2012 e 92 em 2013.

## Classificação

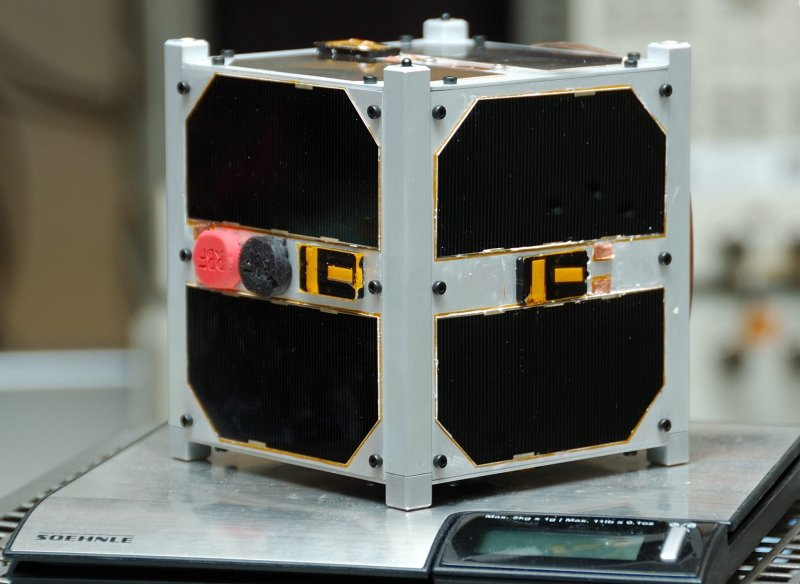
ESTCube-1 1U CubeSat

Considerando que satélites com mais de 1.000 kg, são considerados grandes, satélites entre 500 e 1.000 kg são considerados médios, satélites com 500 kg ou menos são os considerados "miniaturizados", e se subdividem em:

### Minissatélite
O termo minissatélite ou minisat, ou ainda pequeno satélite é algumas vezes aplicado à um satélite artificial com uma massa entre 100 e 500 kg, apesar do termo não ser muito empregado. Minissatélites são, em geral, mais simples que satélites maiores, mas utilizam a mesma tecnologia.

### Microssatélite
O termo Microssatélite ou microsat é usualmente aplicado para designar um satélite artificial com uma massa entre 10 kg e 100 kg. Alguns projetos envolvendo satélites desse tipo têm microssatélites operando juntos ou em grupos (swarms). O termo pequeno satélite também é usado para satélites deste porte.

### Nanossatélite

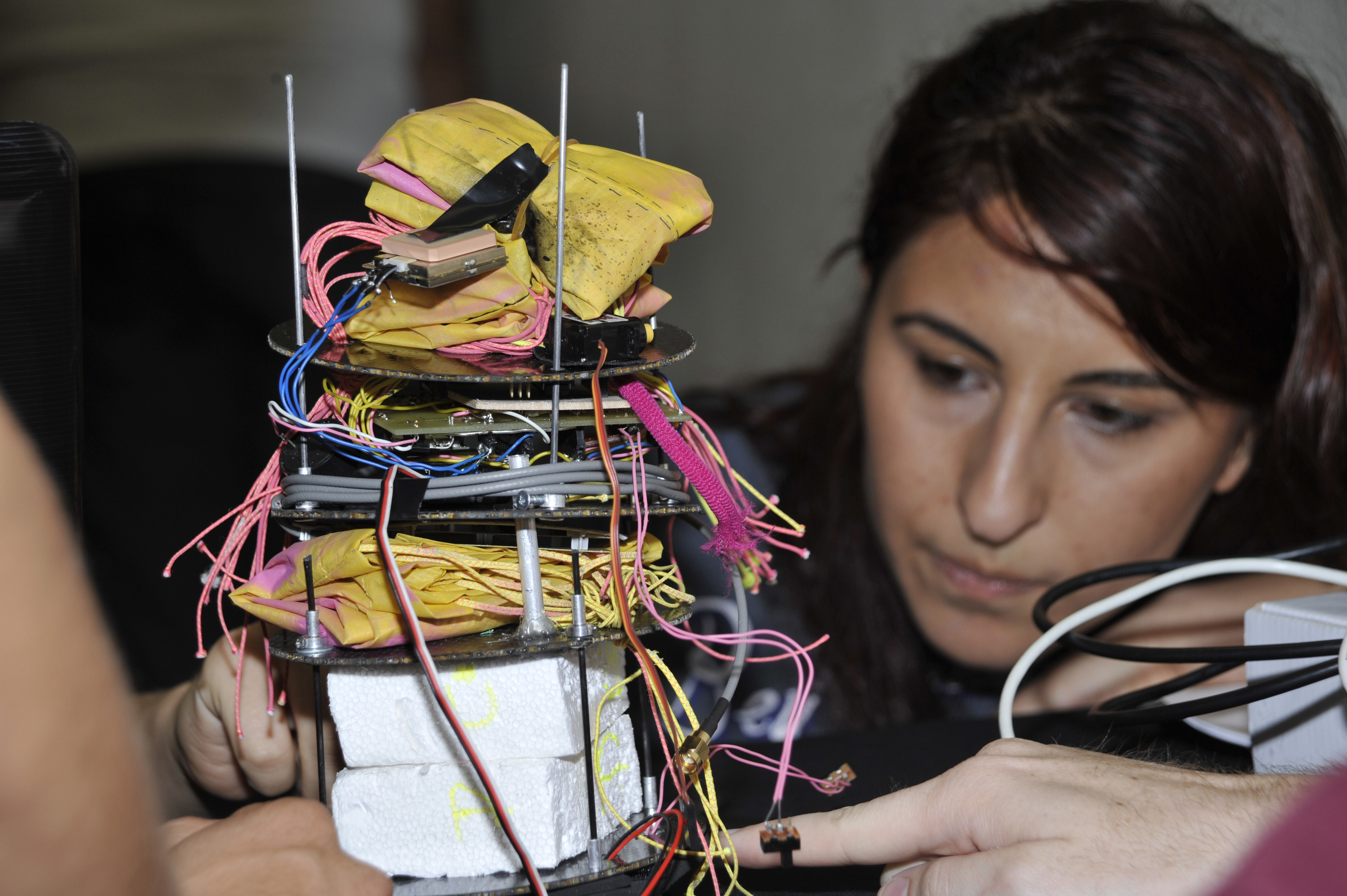
Exemplo de CanSat usado em competição patrocinada pela NASA.

O termo nanossatélite ou nanosat é usualmente aplicado para designar um satélite artificial com uma massa entre 1 kg e 10 kg. Tal como ocorre com microssatélites, projetos envolvendo este tipo de satélite empregam múltiplos nanossatélite operando juntos ou em formação (algumas vezes o termo "swarm" é utilizado).
Alguns projetos requerem um "satélite mãe" maior para comunicação com os centros de controle no solo ou para lançamento e operações com nanossatélites.

### Picossatélite
O termo picossatélite ou picosat é utilizado para designar um satélite artificial com uma massa menor do que 1 kg. Novamente, projetos envolvendo este tipo de satélite miniaturizado geralmente emprega múltiplos picossatélites operando juntos ou em formação (também chamadas de "swarm"). Igualmente, requerem um "satélite mãe" maior para comunicação com os centros de controle no solo ou para lançamento e operações com picossatélites. O projeto CubeSat é um exemplo de picossatélite.

### Femtossatélites
O termo femtossatélite ou femtosat é usualmente aplicado para designar um satélite artificial com uma massa menor do que 100 g. Assim como os picossatélites, alguns desses projetos requerem um "satélite mãe" maior para comunicação com os centros de controle no solo.
Três protótipos de femtossatélites ou satélites de chip foram enviados para a ISS no ônibus espacial Endeavour na sua última missão em Maio de 2011.

## Desafios técnicos
Microsats e nanosats geralmente requerem novas formas de propulsão, controle de altitude, comunicação e sistemas de computação.
Satélites maiores, geralmente usam foguetes à base de monopropelentes ou bipropelentes para propulsão e controles de altitude; esses sistemas são complexos e exigem uma quantidade mínima de volume/área de superfície para dissipar o calor produzido. Esses sistemas são usados em microsats maiores, enquanto que microsats menores e nanosats têm que usar propulsão elétrica, ou a base de gás comprimido, líquidos vaporizáveis (tais como o butano ou o dióxido de carbono) ou outros sistemas de propulsão inovadores que sejam simples, baratos e escaláveis.
Microsats podem usar sistemas convencionais de rádio in UHF, VHF, banda-S e banda-X para transmissão de dados,
embora frequentemente satélites miniaturizados utilizem tecnologias mais recentes para se compararem aos grandes satélites. Satélites muito pequenos, como os nanosats e microsats menores podem carecer de fonte de energia ou tamanho suficiente para os grandes radio transponders, e vários inovadores sistemas miniaturizados de comunicação tem sido propostos, tais como receptores a laser, antenas especiais e redes de comunicação satélite-para-satélite. Poucas dessas propostas podem ser efetivamente usadas na prática. 
A parte eletrônica precisa ser rigorosamente testada e modificada para uma maior miniaturização ou ser resistente ao ambiente espacial (vácuo, microgravidade, temperaturas extremas, e exposição à radiação). Satélites miniaturizados possibilitam testar novos hardwares com um custo relativamente baixo. Além disso, como a relação custo/risco das missões é muito menor, pode-se incorporar tecnologias de ponta, porém não testadas em condições espaciais, aos micro e nanosats, o que não seria conveniente de fazê-lo em missões mais caras, com menor apetite por riscos.
Entre os fabricantes de microssatélites estão a SpaceDev, Aero Astro e a Surrey Satellite Technology Ltd.
O SuitSat, um microsat portando instrumentos básicos e um equipamento de radiotransmissão, que foi colocado em órbita em 2006, é um exemplo não-convencional de uma plataforma de teste de baixo custo para microssatélites.